# Upplands runinskrifter 62
Runinskrift U 62 är en runsten som står vid Spånga kyrka i Spånga socken och Stockholms kommun, Sollentuna härad i Uppland. 
Utanför kyrkan står ytterligare två runstenar; U 61 samt U Fv1953;266. Inne i kyrkan finns flera fragment av runstenar; U 63, U 64, U 65, U 66, U 67 och U 68.  I fasaden på utsidan av kyrkan sitter runstensfragmentet U ATA4027/61 inmurat.

## Stenen
Stenens material är gnejs och ornamentiken går i Urnesstil Pr3, vilket daterar den till slutet av vikingatiden. Ristningen som är korsmärkt är attribuerad till runmästaren  Fot.
Den från runor översatta inskriften lyder enligt nedan:

## Inskriften
Translitterering av runraden:
× anu[n]tr × lit × raisa · staina ' -... ...ra × faþur × sin × auk × katil×ui × a[fti](ʀ) b[o]nta · sin ·
Normalisering till runsvenska:
Anundr let ræisa stæina ... ... faður sinn, ok Kætilvi æftiʀ bonda sinn.
Översättning till nusvenska:
Anund lät resa stenen ... efter sin fader och Ketilvi efter sin make.